# 安田昌弘
安田 昌弘（やすだ まさひろ、1967年 - ）は、日本の文筆家、研究者、京都精華大学ポピュラーカルチャー学部准教授。
東京都生まれ。東京都立大学人文学部卒業後、渡英。レスター大学マスコミュニケーション研究センター（CMCR）において、〈音楽産業のグローバライゼーションと日仏ヒップホップ文化の形成〉をテーマとした論文で博士号（Ph.D.）取得。フランスのコンピエーニュ市在住であったが、2009年より京都精華大学人文学部准教授、京都市在住。2013年より京都精華大学ポピュラーカルチャー学部准教授。
専門分野は、パリ郊外の若者文化・移民文化、ポピュラー音楽（特にヒップホップ）、グローバライゼーションとローカライゼーション、音楽と場所、都市空間とメディア空間の相関など。

## 作品一覧
訳書
- ジル・パリス『奇跡の子』（ポプラ社、2004年。新装改訂版として『ぼくの名前はズッキーニ』、DU BOOKS、2018年刊）
- キース・ニーガス『ポピュラー音楽理論入門』（水声社、2004年）
- ジェイソン・トインビー『ポピュラー音楽をつくる』（みすず書房、2005年）

共著
- 『ポピュラー音楽へのまなざし』（東谷護編、勁草書房、2003年）
- 『事典 世界音楽の本』（徳丸吉彦ら編、岩波書店、2007年）

連載
- Invitation（ぴあ株式会社）
- 都政新聞（都政新聞社）